# Illes Schouten (Papua Nova Guinea)
Les illes Schouten són un grup de sis petites illes volcàniques que es troben a la província d'East Sepik, a Papua Nova Guinea, al nord de l'illa de Nova Guinea. El grup també és anomenat illes Schouten orientals o Illes Le Maire per diferenciar-les de les illes Schouten, a Indonèsia. Les illes que formen aquest arxipèlag són: Bam, Blup Blup, Kadovar, Koil, Vokeo i Wei, que sumen un total de 50 km².
El primer europeu en veure l'illa va ser el navegant espanyol Yñigo Ortiz de Retez el 21 de juliol de 1545, quan a bord de la carraca San Juan intentava tornar de Tidore a Nova Espanya.
El grup rep el nom de Willem Schouten, que va visitar el grup d'illes el 1616, abans de visitar i donar el mateix nom a les illes Schouten a la costa nord-oest de Nova Guinea, a l'actual Indonèsia.